# Double Seven
Double Seven è il decimo album reggae del gruppo musicale giamaicano The Upsetters, prodotto da Lee "Scratch" Perry e pubblicato su LP nel 1973 dall'etichetta discografica Trojan Records.

## Ristampe
Nel 1986 è stato ristampato dalla Trojan Records come parte del doppio CD/triplo LP The Upsetter Box Set e composto dai tre album degli Upsetters/Lee Perry: Africa's Blood, Double Seven e Rhythm Shower.
È stato ristampato nel 1996 dalla stessa etichetta su CD.

## Tracce

### Lato A
1. Kentucky Skank - The Upsetters - 3:35 (Testi: Perry)
2. Double Six - U Roy - 2:21 (Testi: Perry)
3. Just Enough - David Isaacs - 3:09 (Testi: Allen, Mize)
4. In the Iaah - The Upsetters - 2:48 (Testi: Perry)
5. Jungle Lion - The Upsetters - 3:13 (Testi: Perry)
6. We Are Neighbours - David Isaacs - 3:15 (Testi: Joseph, Record)

### Lato B
1. Soul Man - Lee Perry - 3:17 (Testi: Hayes, Porter)
2. Stick Together - U Roy - 2:47 (Testi: Perry)
3. High Fashion - I Roy - 2:15 (Testi: Perry)
4. Long Sentence - The Upsetters - 2:06 (Testi: Perry)
5. Hail Stones - The Upsetters - 1:56 (Testi: Perry)
6. Ironside - The Upsetters - 2:01 (Testi: Perry)
7. Cold Weather - The Upsetters - 3:02 (Testi: Perry)
8. Waap You Waa - The Upsetters - 3:25 (Testi: Perry)